# جاستون سالمون
جاستون سالمون (1878 – 30 أبريل 1918) هو مبارز بالسيف بلجيكي راحل، مثّل بلاده في الألعاب الأولمبية الصيفية 1912.

## روابط خارجية
جاستون سالمون على موقع أوليمبيديا (الإنجليزية)